# Alain Planès
Alain Planès (né à Lyon 6e le 20 janvier 1948) est un pianiste français.

## Carrière
Il fait des études de musique au Conservatoire à rayonnement régional de Lyon où il donne son premier concert à l'âge de huit ans. Au Conservatoire de Paris, il est l'élève de Jacques Février. Il s'installe ensuite aux États-Unis et travaille avec les professeurs de la Jacobs School of Music de l'Université d'Indiana à Bloomington (Indiana) : Menahem Pressler, William Primrose, György Sebök, János Starker. Avec ce dernier, il donne de nombreux concerts aux États-Unis et en Europe. 
Rentré en France, il devient pianiste soliste de l'Ensemble intercontemporain de Pierre Boulez jusqu'en 1981. Il joue les œuvres de Karlheinz Stockhausen, György Ligeti, Luciano Berio, etc.
Il est particulièrement réputé pour ses interprétations de la musique romantique et de la musique française du début du XXe siècle qu'il a enregistrées chez Harmonia Mundi, et est régulièrement l'invité de nombreux festivals français et internationaux (La Roque d'Anthéron, Montreux, Folle Journée de Nantes, Marlboro, etc.).

## Enregistrements
- Béla Bartók : Œuvres pour piano (2014)
- Emmanuel Chabrier : Œuvres pour piano (1993)
- Chopin : Préludes (2001) ; Chopin chez Pleyel, sur piano d'époque (2009)
- Debussy : Études (1997) ; Préludes (1999) ;Children's Corner, Suite bergamasque, Images (2006) ; Estampes, Images inédites (2007) ;  L’œuvre pour piano (2018)
- Joseph Haydn : Sonates pour piano 53, 13, 43, 39 (2002) ; Sonates 13, 33, 35, 39, 43 47, 50 & 53 (2002) ; Sonates 11, 31, 38 & 55 (2002) ; Sonates pour piano, vol. 3 (2004) ; Les dernières sonates pour piano (2009) ;
- Leoš Janáček : Œuvres pour piano (1994)
- Scarlatti : Esercizi K. 1 à 30 sur pianoforte Schantz (2004)
- Franz Schubert : https://www.harmoniamundi.com/artistes/alain-planes/ Sonate D. 960, 3 Klavierstücke D946 (1998) ; Sonates pour piano (2003) ; Les grandes sonates pour piano (2006)

## Décorations
- Chevalier de la Légion d'honneur Il est élevé au grade de chevalier par décret du 25 mars 2016 pour ses 46 ans de services[4].
- Commandeur de l'ordre des Arts et des Lettres Il est promu au grade de commandeur par l’arrêté du 31 août 2018[5].